# 奧州合戰
奧州合戰（日语：／ Ōshū Kassen */?）是指1189年，源賴朝以討伐藤原泰衡為名，發動對奧州藤原氏政權的軍事征伐。該戰役標誌著平安時代末期武士政權的全國統一，也是鎌倉幕府建立的重要轉捩點。

## 背景
源賴朝於1185年平定平家後，實際掌握東日本軍政。然奧州地區則長期由奧州藤原氏獨立統治，首都設於平泉，擁有強大經濟與軍事基礎。1189年，藤原泰衡殺害庇護源義經的父親藤原國衡後，遭賴朝以「弒親」之名徵討。

## 戰事過程
源賴朝於文治5年（1189年）夏率大軍自關東北上，分三路進軍。主力由常陸、下野、武藏等地武士組成，兵力約28,000人。藤原泰衡雖試圖動員奧州諸郡抵抗，但軍心不齊，數戰失利，最終於平泉戰敗潰逃。
泰衡逃往檜山後遭部下所殺，首級獻予源賴朝，奧州藤原政權至此滅亡。

## 結果與影響
此役結束後，奧州全境納入鎌倉政權直轄統治，為日本武家政權擴展至全國奠定基礎。源賴朝在勝利後獲朝廷封為征夷大將軍，正式建立鎌倉幕府。
奧州合戰亦象徵地方豪族與古代貴族體制的終結，武家封建制全面確立。

## 圖像

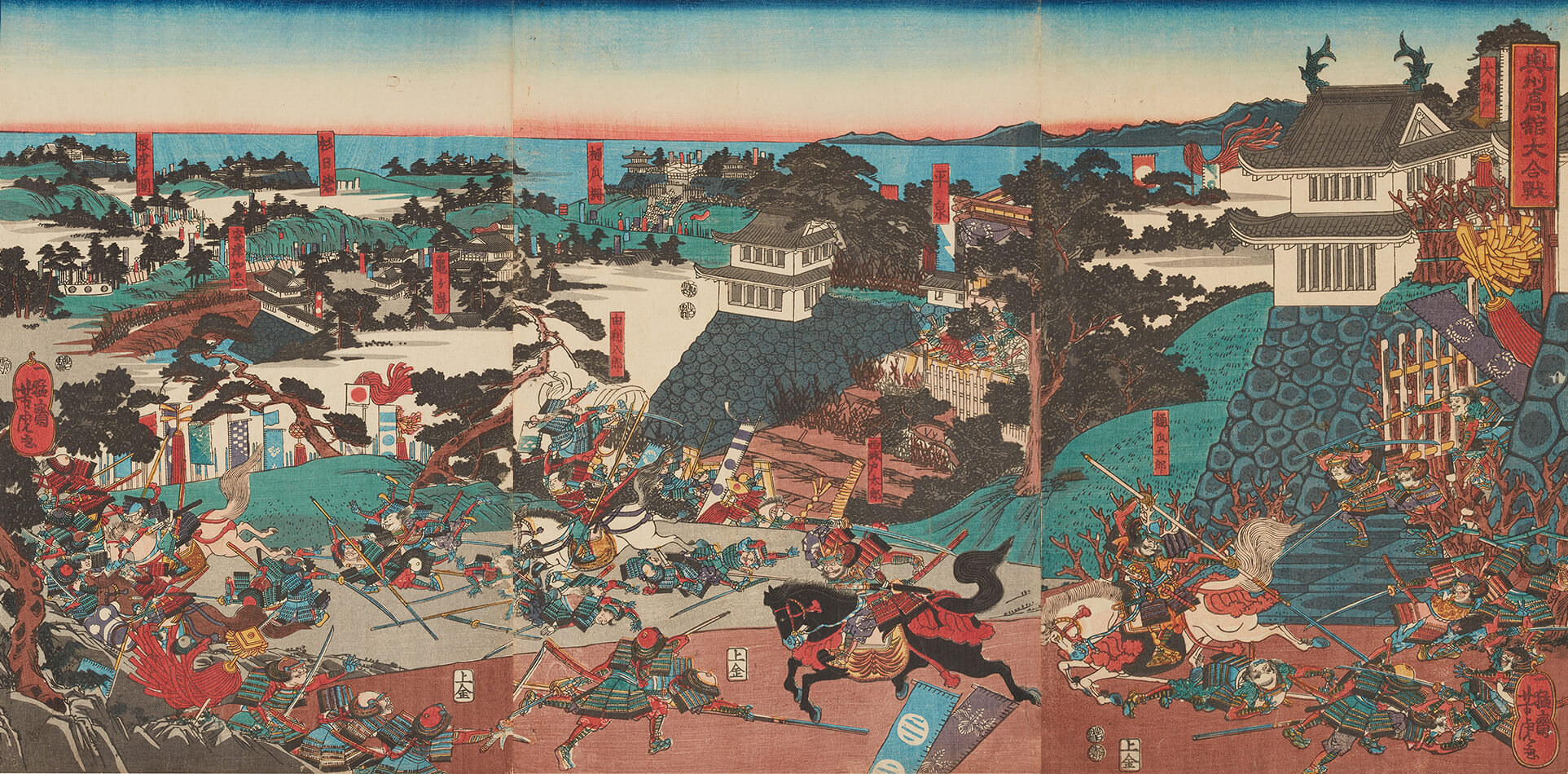
《奧州高館大合戰》歌川芳虎畫
鎌倉幕府所用「笹りんどう」家紋